# فضيلة هشماوي
فضيلة حشماوي هي ممثلة مسرح جزائرية ولدت سنة 1955 في وهران ممثلة المسرح و إحدى سيدات الركح المخضرمات , عاصرات الفترة الذهبية للمسرح الجزائري من خلال مشاركتها في العديد من الأعمال المسرحية التي نالت شهرة واسعة سواء بالفرقة المسرحية التابعة للمسرح الجهوي بوهران أو مسرح العاصمة , بدأت مسيرتها الفنية سنة 1974 بالمسرح , حيث كان هذا الأخير يعيش عصره الذهبي مع العمالقة , أول عمل مسرحي اسند لها كان في مسرحية الرهان , و ذلك بمساعدة عمالقة الفن أمثال عبد القادر علولة وسراط بومدين رحمهم الله و غيرهم
شاركت في العديد من الأعمال التلفزيونية من بينها :
مسلسل شمس الحقيقة , بلادي و ناسي , حنا و يمانا , ناس ملاح سيتي , ولاد مامو ، أولاد الحلال ...... وغيرها~